# East Sussex
East Sussex (Sussex Oriental ou Sussex do Leste, em português) é um condado do sudeste da Inglaterra, no Reino Unido. Limita-se com os condados de Kent, Surrey e West Sussex, e no sul com o Canal da Mancha.
O antigo reino de Sussex se dividiu em regiões administrativas leste e oeste e com conselhos de condado independentes em 1888. A capital do condado foi estabelecida em Lewes (East Sussex). No novo condado de East Sussex daí resultante existem três distritos administrativos independentes: Brighton, Eastbourne e Hastings.